# Olympia Bobrun St. Moritz-Celerina

Mappa della Olympia Bobrun St. Moritz–Celerina

La Olympia Bobrun St. Moritz–Celerina (in italiano: pista olimpica di bob di St. Moritz–Celerina), è un tracciato naturale per bob, slittino e skeleton che si snoda tra le cittadine di Sankt Moritz e Celerina, nella valle dell'Engadina in Svizzera.
È stata inaugurata nel 1904 ed è la pista di bob più antica al mondo nonché l'unica a refrigerazione naturale ad essere ancora utilizzata per le competizioni internazionali, condizione favorita dall'altitudine e dal clima del territorio dove è situato il tracciato. Essa viene letteralmente costruita anno per anno da veri e propri "artigiani del ghiaccio" e per completarla occorrono 5000 m3 di neve e 4000 m3 d'acqua.

## Storia

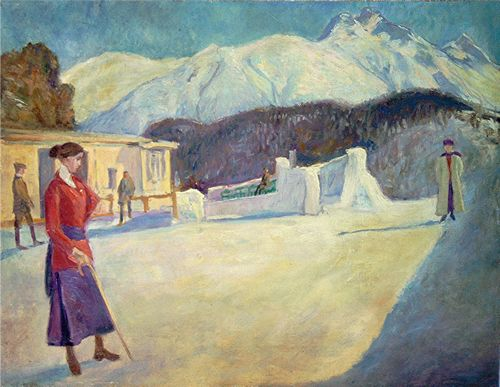
dipinto del 1905 di Johannes Martini, raffigurante l'area di partenza

La storia della pista di St. Moritz–Celerina iniziò nel 1897 ed è strettamente legata a quella del Saint Moritz Bobsleigh Club, il più antico club di bob del mondo, fondato proprio in quell'anno da un gruppo di bobbisti britannici, inventori di questo nuovo sport e sino ad allora gli unici a praticarlo. Essi incontrarono i componenti del St. Moritz Tobogganing Club, i "colleghi" dello skeleton, che solitamente gareggiavano nella vicina pista Cresta Run e decisero pertanto di iniziare una raccolta fondi per costruire una nuova pista. Nel 1903 riuscirono a racimolare un totale di 11000 franchi svizzeri e venne immediatamente dato il via al progetto della Olympia Bobrun St. Moritz–Celerina, la quale venne ufficialmente inaugurata il 1º gennaio 1904.
La pista ospitò la gara di bob a quattro ai II Giochi olimpici invernali di Sankt Moritz 1928 e tre anni dopo fu sede dei campionati mondiali del 1931, seconda edizione della manifestazione, dove si assegnò anche in quella occasione il titolo nel bob a quattro. Nell'immediato dopoguerra la pista elvetica fu nuovamente sede olimpica e vi si tennero i V Giochi olimpici invernali di Sankt Moritz 1948, che assegnarono le medaglie nel bob a due e nel bob a quattro.
La configurazione del tracciato rimase sostanzialmente inalterata sino a dopo i campionati mondiali del 1957, dopo i quali venne modificata la parte finale della stessa, all'altezza della piega leap, aggiungendo le due curve Martineau e Portago, dedicate rispettivamente a Hubert M. Martineau (per il suo 44º anniversario della presidenza del Bobclub di Sankt Moritz) e ad Alfonso de Portago, il pilota automobilistico e bobbista spagnolo, medaglia di bronzo ai campionati stessi e perito in gara il 12 maggio 1957 durante la Mille Miglia, la cui fondazione ha permesso di raccogliere i fondi necessari per la suddetta modifica.
Con il progredire della tecnologia e all'aumentare delle velocità delle slitte in gara, nei primi anni '80 la curva "Martineau" venne spostata in avanti di circa 20 metri, con conseguente riallocamento della curva finale "Portago" e del traguardo, posto proprio all'uscita di quest'ultima. Nel 2002 infine, quando ormai i mezzi raggiungevano velocità in gara vicine ai 145 km/h, fu necessario un ulteriore avanzamento di 50 metri della Martineau, portando la lunghezza del tracciato agli attuali 1722 metri.

Anche la celebre curva Horse-shoe (ferro di cavallo), situata a circa 840 metri dalla partenza, subì due importanti modifiche nel corso dei decenni per motivi di sicurezza: la prima nel 1955 quando fu rinforzato il muro che la costituisce con blocchi di pietra e aumentato il raggio di percorrenza di circa 2,5 metri. La seconda avvenne nel 1995 con un ulteriore aumento del raggio di altri 2,5 metri e un disegno più "dolce" per permettere ai nuovi bob di percorrerla più agevolmente senza danneggiare il ghiaccio e riducendo notevolmente la probabilità di incidenti per gli equipaggi in gara.
La pista elvetica ha ospitato per ben 19 volte i mondiali e per due volte le gare di bob ai Giochi olimpici, costituendo in entrambi i casi un record, nonostante anche a Innsbruck e a Lake Placid si siano disputate due edizioni delle olimpiadi ma per entrambe le località le gare si svolsero su piste differenti.

## Caratteristiche tecniche
| Disciplina     | Lunghezza  | Curve | Dislivello | Pendenza media | Pendenza max |
| -------------- | ---------- | ----- | ---------- | -------------- | ------------ |
| Bob e Skeleton | 1722 metri | 15    | 130        | 8.00 %         | 15.00 %      |

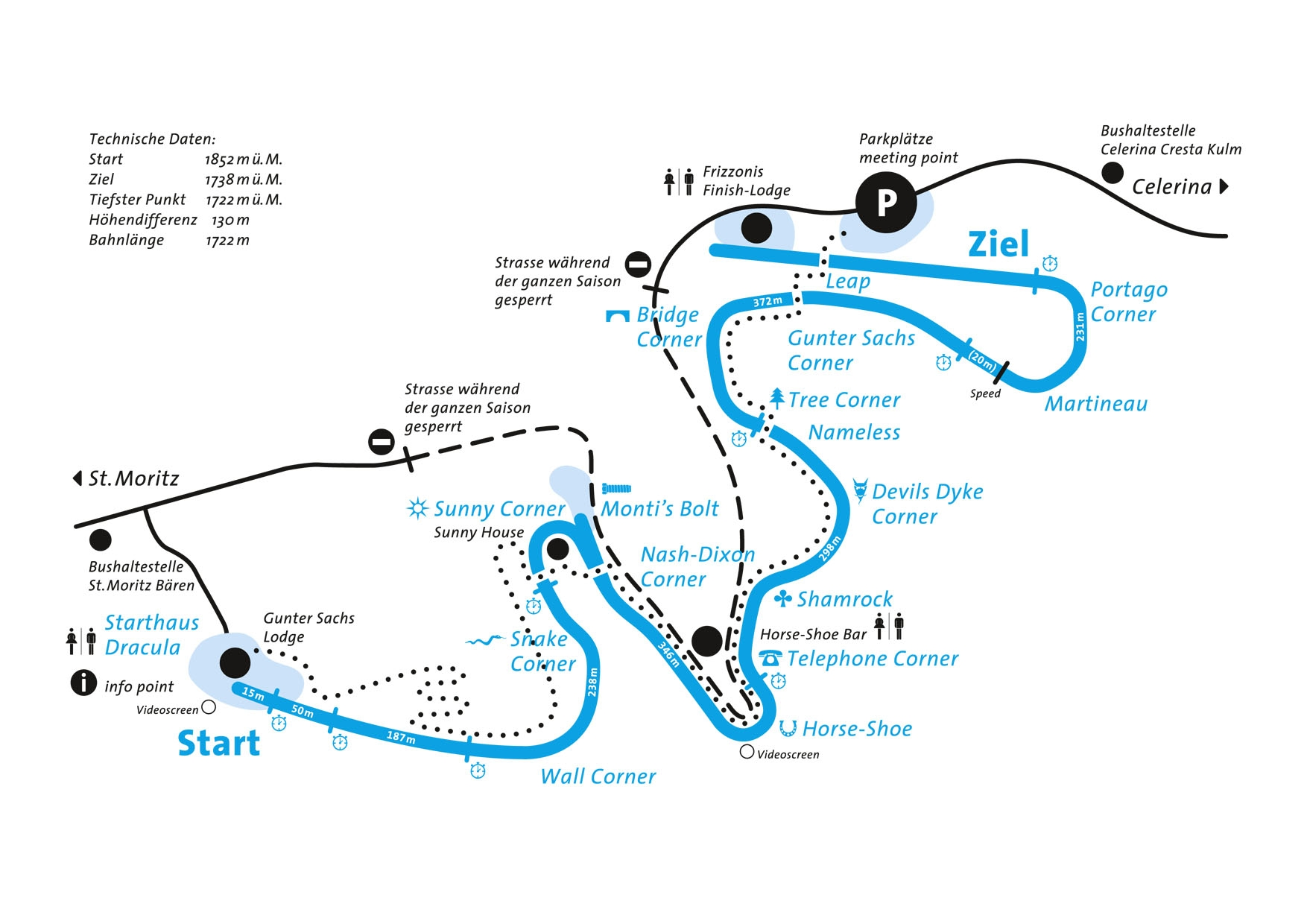
Mappa del tracciato con i nomi delle curve

La pista si compone di 15 curve e ha un dislivello verticale di 130 metri dalla partenza dei bob, situata a 1852 m s.l.m. sino al punto più basso, a circa 1722 m s.l.m. , mentre il traguardo è posto a 1738 m s.l.m.

### Curve

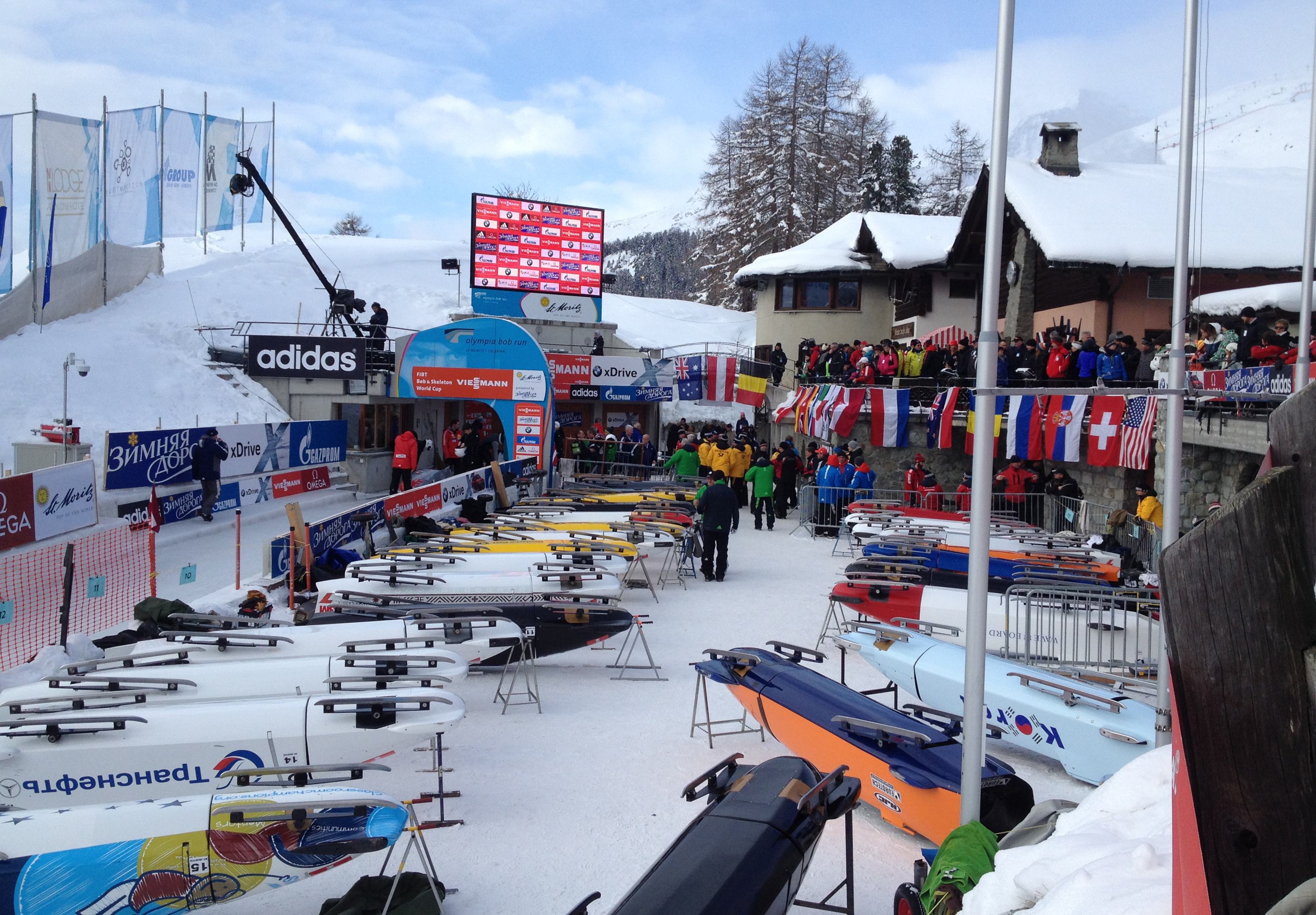
La zona di partenza

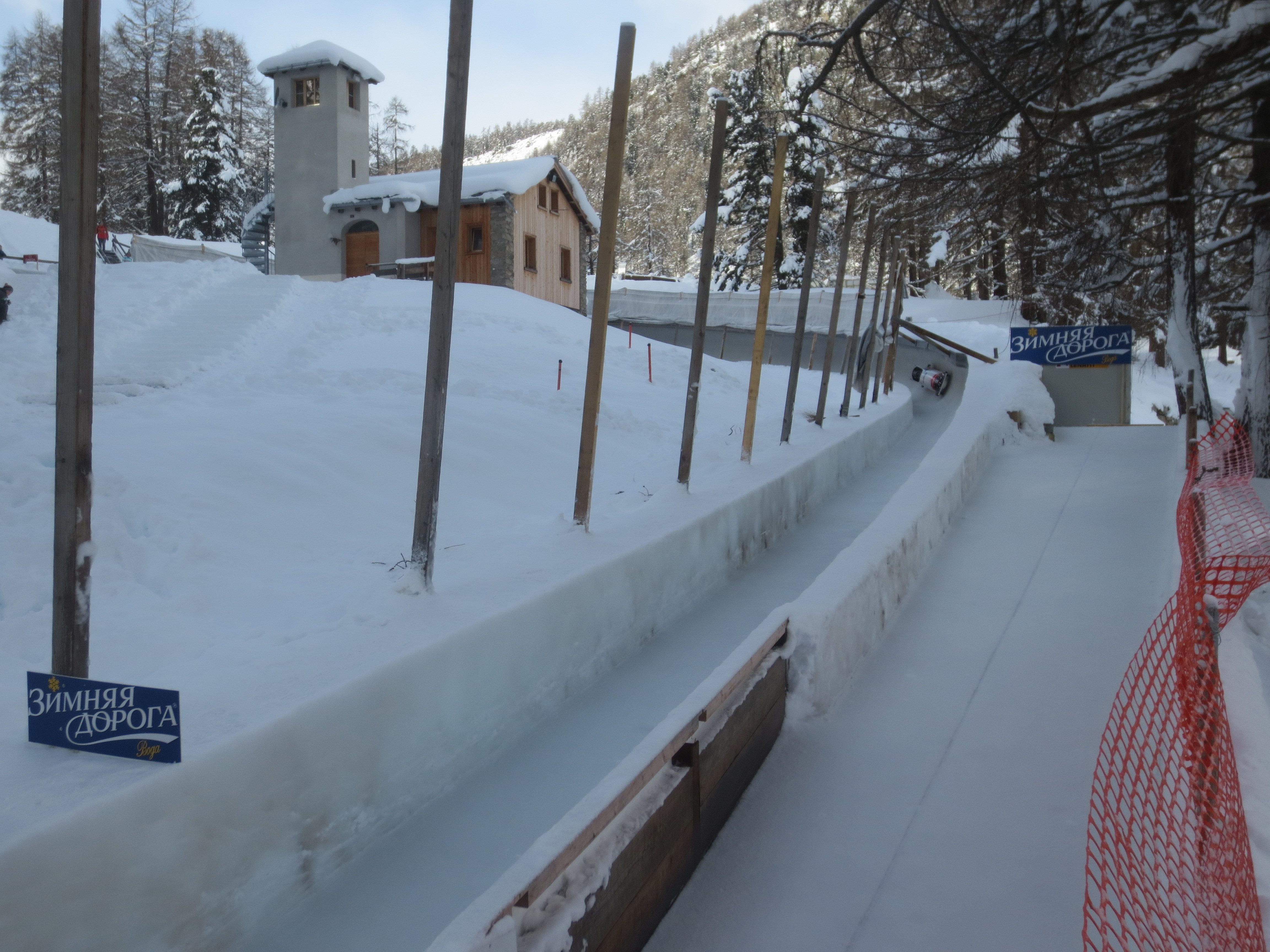
Uscita dalla Sunny Corner

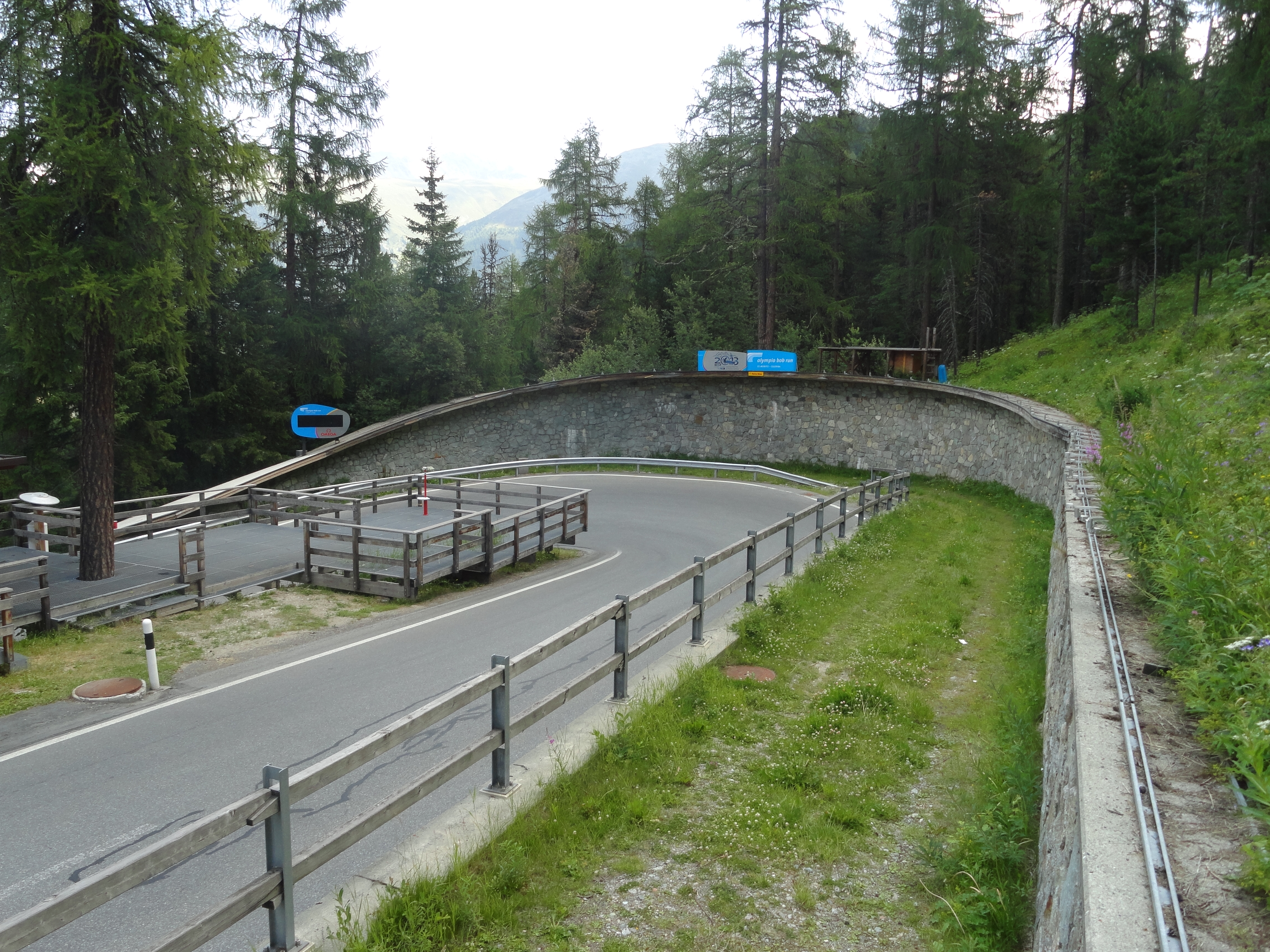
La celebre curva Horse-Shoe in estate

| Numero curva | Nome                | Motivazione |
| ------------ | ------------------- | --- |
| 1            |                     | piega verso sinistra dopo la partenza |
| 2            | Wall Corner         | in inglese "curva del muro" |
| 3            | Snake Corner        | in inglese "curva del serpente", per via della sua forma sinuosa |
| 4            | Sunny Corner        | in inglese "curva soleggiata", rivolta a mezzogiorno. Alla sua uscita è posto il Monti's Bolt, monumento in onore di Eugenio Monti il quale durante i giochi di Innsbruck 1964, fornì ai suoi avversari Tony Nash e Robin Dixon un bullone (bolt) necessario per permettere loro di proseguire la gara, che poi avrebbero vinto. Monti, assieme al frenatore Sergio Siorpaes, conquistò poi il bronzo |
| 5            | Nash-Dixon Corner   | intitolate ai britannici Tony Nash e Robin Dixon, unici soci del Bobclub St. Moritz ad aver vinto le olimpiadi, a Innsbruck 1964 |
| 6            | Horse-Shoe Corner   | in inglese "curva a ferro di cavallo", curva a forma di Omega |
| 7            | Telephone Corner    | dove fu installato il primo telefono di servizio del tracciato |
| 8            | Shamrock            | in inglese "trifoglio" |
| 9            | Devils Dyke Corner  | in inglese "la diga del diavolo" |
| 10           | Nameless            | in inglese "senza nome" |
| 11           | Tree Corner         | in inglese "curva dell'albero", posto nelle sue adiacenze |
| 12           | Bridge Corner       | in inglese "curva del ponte", da cui si può scorgere il ponte ferroviario |
| 13           | Gunter Sachs Corner | intitolata a Gunter Sachs, presidente del Saint Moritz Bobsleigh Club dal 1969 al 2011 |
| 14           | Martineau           | intitolata a Hubert de Martineau, maggiore dell'esercito svizzero, presidente del Saint Moritz Bobsleigh Club dal 1922 al 1969. |
| 15           | Portago Corner      | intitolata ad Alfonso de Portago, vincitore della medaglia di bronzo nel bob a due per la Spagna ai campionati mondiali di Sankt Moritz 1957, il quale morì in un incidente pochi mesi dopo durante la Mille Miglia. La sua fondazione fu determinante nella costruzione della parte finale della pista                                                                                               |

## Manifestazioni ospitate
- Bob ai Giochi olimpici: Sankt Moritz 1928[3], Sankt Moritz 1948[3].
- Bob ai Giochi olimpici giovanili: Losanna 2020.
- Skeleton ai Giochi olimpici giovanili: Losanna 2020.
- Slittino ai Giochi olimpici giovanili: Losanna 2020.
- Campionati mondiali di bob: 1931[4], 1935[4], 1937[4], 1938[5], 1939[5], 1947[3], 1955[3], 1957[3], 1959[3], 1965[3], 1970[3], 1974[3], 1977[3], 1982[3], 1987[3], 1990[3], 1997[3], 2001[3], 2007, 2013, 2023.
- Campionati mondiali di skeleton: 1982[3], 1989[3], 1998[3], 2007, 2013, 2023.
- Campionati mondiali di slittino: 2000.
- Campionati europei di bob: 1968[3], 1972[3], 1976[3], 1980[3], 1985[3], 1993[3], 1996[3], 2004[3], 2006, 2009, 2016, 2022.
- Campionati europei di skeleton: 1986[3], 2003, 2006, 2009, 2016, 2022.
- Campionati mondiali juniores di bob: 1989[3], 1994[3], 2002[3], 2010, 2018.
- Campionati mondiali juniores di skeleton: 2010, 2018.
- Campionati europei juniores di slittino: 2019.